# レジェンド・シリーズ2013
レジェンド・シリーズ2013は、日本プロ野球・パシフィック・リーグ（パ・リーグ）所属6球団が共同で行うイベント。2013年8月～9月にかけて、パ・リーグ6球団の監督・コーチ・選手が、自球団の歴史や伝統に関係するユニフォームを着用してプレーする。
なお、パ・リーグでこのような共同企画が行われるのは初めて（セ・リーグは2010年・2012年の2回行われている）。また、実際に着用したユニフォーム（選手の直筆サイン入り）は、オークション販売を行い収益の一部をチャリティ寄付される。

## 対象試合
- 8月30日～9月2日
  - 埼玉西武ライオンズ対オリックス・バファローズ　（西武ドーム）
  - 千葉ロッテマリーンズ対北海道日本ハムファイターズ　（QVCマリンフィールド）
  - 福岡ソフトバンクホークス対東北楽天ゴールデンイーグルス　（福岡 ヤフオク!ドーム）
- 9月3日～9月5日
  - 北海道日本ハムファイターズ対福岡ソフトバンクホークス　（東京ドーム）
  - 東北楽天ゴールデンイーグルス対埼玉西武ライオンズ　（日本製紙クリネックススタジアム宮城[3]）
  - オリックス・バファローズ対千葉ロッテマリーンズ　（3日ほっともっとフィールド神戸[4]、4日・5日京セラドーム大阪）

## 着用ユニフォーム
なお当時のものとは違い、ユニフォームの袖や胸およびズボン並びにヘルメットにそれぞれのスポンサーの広告ワッペンがついている。
- 日本ハム：1993年から北海道移転前年の2003年まで着用したホーム用ユニフォーム。
- 西武：1980年代～1990年代にかけてライオンズ黄金期にホーム用として使用したユニフォーム。
- ソフトバンク：1984年から南海ホークス最終年の1988年まで着用されたホーム用ユニフォーム。「OSAKA CLASSIC 2013」でも、同一のユニフォームを着用した。
- 楽天：2005年の創設時に着用していた初代ユニフォームを復刻したと球団はコメントしているが、実際は現行のホームユニフォームを着用している。
- ロッテ：オリオンズ時代の1974年にチームとして4年ぶりのリーグ優勝を達成し、パ・リーグとしては10年ぶりに日本一を奪還したことから「チャンピオンユニフォーム」と呼ばれているビジターユニフォーム。
- オリックス：親会社がオリックスになってから初のリーグ優勝を成し遂げたブルーウェーブ時代の1995年に着用していたホームユニフォーム。「LEGEND OF Bs2013」でも、同一のユニフォームを着用した。

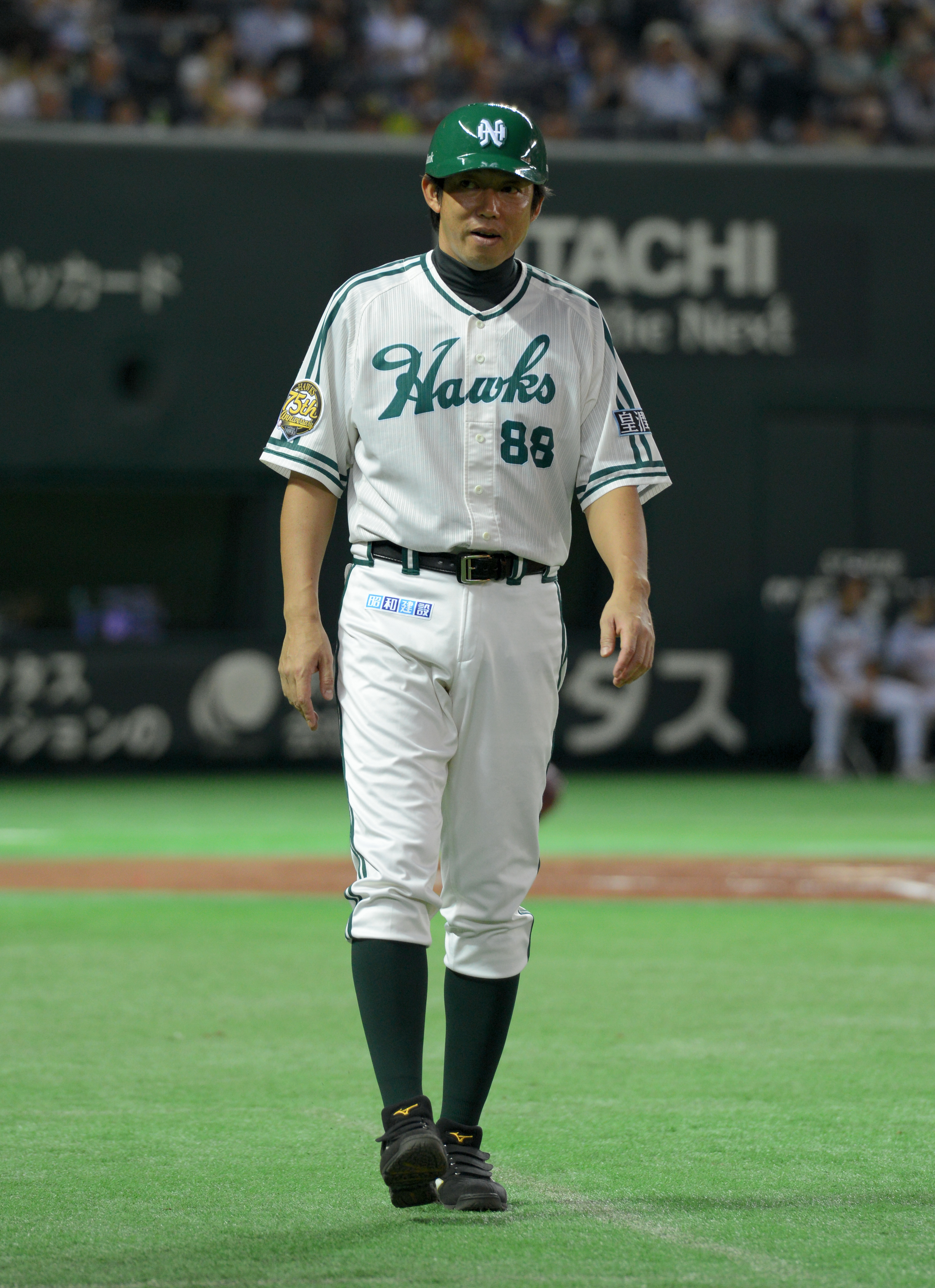
南海ホークスの復刻ユニフォームを着用した鳥越裕介
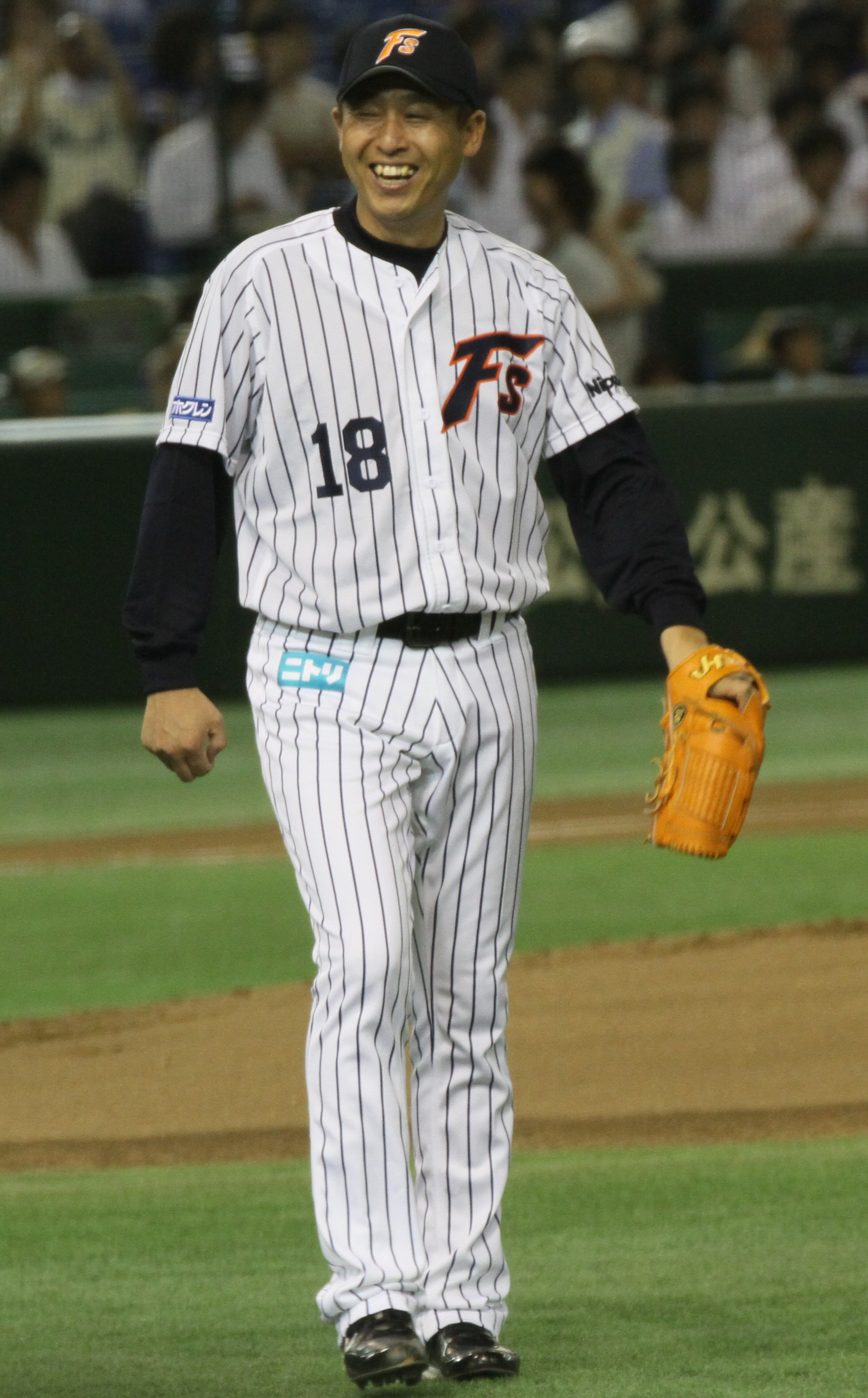
日本ハムファイターズの復刻ユニフォームを着用した岩本勉
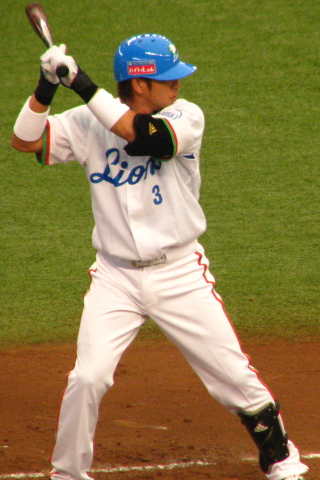
西武ライオンズの復刻ユニフォームを着用した中島裕之 （2009年撮影、ほぼ同一）